# Concierto para violín

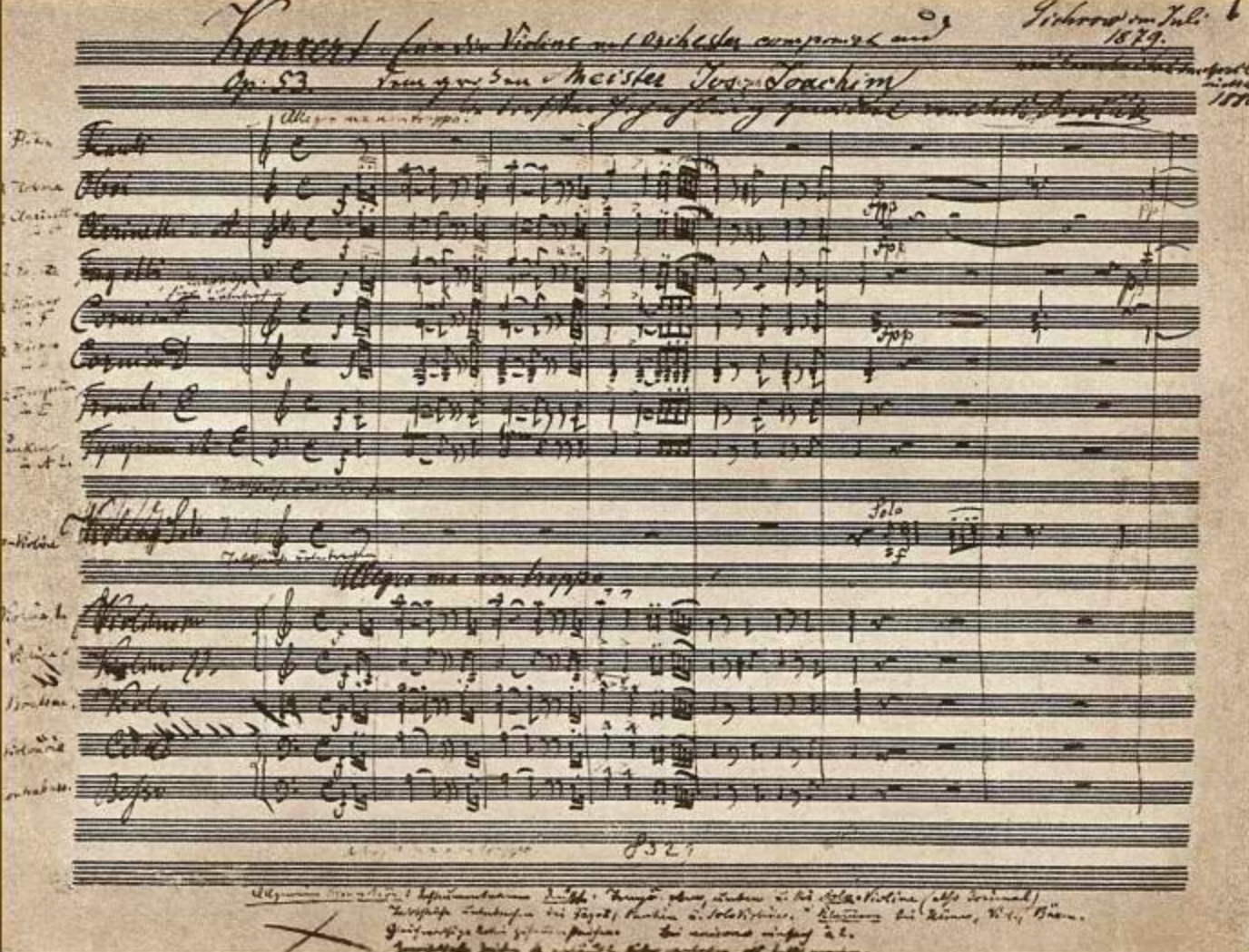
Primera página del Concierto de Violín en A menor de Dvořák

Un concierto para violín es un concierto compuesto específicamente para un violín solista (aunque en ocasiones pueden intervenir más violines) y música de acompañamiento, generalmente una orquesta. 

## Historia
Los conciertos para violín se han escrito desde el Barroco, cuando fue desarrollada por primera vez la forma de concierto para solista, hasta la actualidad. Muchos de los grandes compositores han contribuido al repertorio de concierto para violín, entre los que destacan Johann Sebastian Bach, Georg Friedrich Händel, Henri Vieuxtemps, Antonio Vivaldi, Ludwig van Beethoven, Johannes Brahms, Robert Schumann, Max Bruch, Joseph Haydn, Felix Mendelssohn, Wolfgang Amadeus Mozart, Niccolò Paganini, Richard Strauss, Jean Sibelius y Piotr Ilich Chaikovski. Tradicionalmente, el concierto para violín fue una obra de tres movimientos, pero una serie de compositores modernos lo han estructurado en cuatro movimientos, como Dmitri Shostakóvich, Ígor Stravinski y Alban Berg (en el de este último, los dos primeros y dos últimos movimientos están conectados, con una única ruptura entre la segunda y tercera). En algunos conciertos para violín, sobre todo de la época barroca y moderna, el violín (o grupo de violines) está acompañado por un conjunto de cámara en lugar de una orquesta, por ejemplo, la obra L'estro armonico, de Antonio Vivaldi, estaba descrita originalmente para cuatro violines, dos violas, violonchelo y bajo continuo, al igual que el primer concierto para violín y cuarteto de cuerda de Allan Pettersson.